# 前後車站
前後站（日语：／ Zengo eki */?）是位於日本愛知縣豐明市前後町善江的名古屋鐵道名古屋本線鐵路車站。
前後站是名鐵主要幹線名古屋本線沿線車站之一，雖然所在地豐明市境內還有另一使用市名作為車站名稱的豐明站存在，但由於前後車站的實質旅客數量比隔鄰的豐明車站還高，因此可說是豐明市實際上的主車站。

## 車站構造
開業當初為島式月台（單線）1面2線的地面車站，複線化時成為對向式月台2面2線，1987年改建為跨站式站房時設上行線待避線2面3線、現在是島式2面4線。

### 月台配置
| 月台 | 路線       | 方向 | 目的地                                 | 備註   |
| ---- | ---------- | ---- | -------------------------------------- | ------ |
| 1    | 名古屋本線 | 下行 | 鳴海、名古屋、岐阜、犬山、津島方向     | 待避線 |
| 2    | 名古屋本線 | 下行 | 鳴海、名古屋、岐阜、犬山、津島方向     | 本線   |
| 3    | 名古屋本線 | 上行 | 豐明、東岡崎、豐橋、豐川稻荷、西尾方向 | 本線   |
| 4    | 名古屋本線 | 上行 | 豐明、東岡崎、豐橋、豐川稻荷、西尾方向 | 待避線 |

### 配線圖
| ← 東岡崎方向    | 前後站 構內配線略圖 | → 名古屋方向 |
| 图例 参考文献： |                     |              |

## 使用情況
| 年度               | 1日平均 上車人次 | 1日平均 下車人次 | 1日平均 上下車人次 |
| ------------------ | ---------------- | ---------------- | ------------------ |
| 2003年（平成15年） | 9,544            | 9,579            | 19,123             |
| 2004年（平成16年） | 9,798            | 9,798            | 19,596             |
| 2005年（平成17年） | 10,240           | 10,278           | 20,518             |
| 2006年（平成18年） | 10,270           | 10,289           | 20,559             |
| 2007年（平成19年） | 10,142           | 10,163           | 20,295             |
| 2008年（平成20年） | 10,077           | 10,098           | 20,175             |
| 2009年（平成21年） | 9,831            | 9,853            | 19,684             |
| 2010年（平成22年） | 9,846            | 9,852            | 19,698             |
| 2011年（平成23年） | 9,775            | 9,764            | 19,539             |
| 2012年（平成24年） | 9,727            | 9,703            | 19,430             |
| 2013年（平成25年） | 9,995            | 9,969            | 19,964             |
| 2014年（平成26年） | 9,775            | 9,744            | 19,519             |
| 2015年（平成27年） | 10,039           | 9,994            | 20,033             |
| 2016年（平成28年） | 10,278           | 10,231           | 20,509             |
| 2017年（平成29年） | 10,532           | 10,501           | 21,033             |

## 車站周邊
- 改札口右側為Suncos。
- Palnes1號館（PIAGO前後站前店）
- Palnes2號館（三菱東京UFJ銀行豐明支店（舊UFJ銀行店舗）等複合施設）
- 豐明市立南部公民館（Palnes2號館4F）
- 愛知銀行（Palnes1號館2F）
- 國道1號
- 舊國道1號（舊東海道）
- Amika豐明店
- 7-Eleven豐明榮町店
- 麥當勞Palnes前後店
- 碧海信用金庫豐明支店
- 西尾信用金庫豐明支店
- 豐明市子育支援中心
- 豐明郵便局
- 豐明前後郵便局
- 私立星城中學校・高等學校
- 豐明市立榮中學校
- 豐明市立榮小學校
- 豐明市立豐明小學校
- 豐明幼稚園

## 相鄰車站
名古屋鐵道
 名古屋本線
□快速特急、■特急
通過
■急行
知立（NH19）－（一部分停靠豐明）－前後（NH23）－（一部分停靠中京競馬場前、有松）－鳴海（NH27）
■準急、■普通
豐明（NH22）－前後（NH23）－中京競馬場前（NH24）

## 外部連結
- 前後 - 名古屋鐵道

1. ↑  電気車研究会、『鉄道ピクトリアル』通巻第816号 2009年3月 臨時増刊号 「特集 - 名古屋鉄道」、巻末折込「名古屋鉄道 配線略図」
2. ↑  とよあけの統計 （页面存档备份，存于） - 豊明市